# Rachid El Basir
Rachid El Basir (in arabo رشيد البصير‎?; Casablanca, 4 ottobre 1968) è un ex mezzofondista marocchino.

## Palmarès
- Giochi olimpici

Barcellona 1992: argento nei 1500 metri.